# Джиневра д’Есте
Вижте пояснителната страница за други личности с името Джиневра.
Джинèвра д'Есте (на италиански: Ginevra d'Este; * 24 март 1419, Ферара, Папска държава; † 12 октомври 1440, Римини, Папска държава) от Дом Есте, е благородничка от Ферара и чрез брак господарка на Римини (1434 – 1440).

## Произход
Дъщеря е на Николо III д’Есте (* 1383 † 1441), маркграф на Ферара, Модена и Реджо, и на втората му съпруга Паризина Малатеста (1404 – 1425). Има една сестра (близначка) и един брат:
- Лучия (* 1419, † 1437), съпруга на Карло Гондзага от Мантуа, господар на Лудзара, Сабионета, Боцоло, Сан Мартино дал'Арджине, Гацуоло, Виадана, Судзара, Гондзага, Реджоло, Изола Доварезе и Ривароло
- Алберто Карло (* 1421, † 1421)

Има двама полубратя от третия брак на баща си, сред които Ерколе I, 2-ри херцог на Ферара, Модена и Реджо (1471 – 1505), както и множество полубратя и сестри от извънбрачните връзки на баща ѝ, сред които Леонело, маркиз на Модена и Реджо, Борсо, херцог на Ферара и херцог на Модена и Реджо, и Маргерита, чрез брак господарка на Римини.

## Биография
Майка ѝ, обвинена в изневяра с Уго д’Есте, полубрат на Джиневра, е осъдена на смърт от съпруга си заедно с любовника ѝ, когато Джиневра е на 6 години.
Джиневра се омъжва през февруари 1434 г. за Сиджизмондо Пандолфо Малатеста, господар на Римини и Фано.
Тя умира на 12 октомври 1440 г. на 21-годишна възраст. Погребана е в Храма Малатеста в Римини.
През 1442 г. съпругът ѝ се жени за Полисена Сфорца, дъщеря на бъдещия милански херцог Франческо Сфорца. През 1461 г. той е обвинен от папа Пий II в убийството както на Джиневра, така и на Полисена, и в други престъпления, и е е отлъчен от Църквата.
„Портретът на принцеса“ на Пизанело, изложен в Лувъра, би могъл да принадлежи на сестра ѝ Лучия, на самата нея или на Маргерита Гонзага.

## Брак и потомство
∞ февруари 1434 в Римини като първа съпруга за Сиджизмондо Пандолфо Малатеста (* 19 юни 1417, Бреша; † 9 октомври 1468, Римини), кондотиер, господар на Римини и Фано (1432 – 1468), от когото има един син:
- Галеото Роберто Новело Малатеста († 1438 като малък)